# Береги Сени
Береги сени (англ. Banks of the Seine) — набір об'єктів, що мають культурне значення для Парижу та сусідніх регіонів. В 1991 році включений в список Всесвітньої спадщини ЮНЕСКО. Загальна площа включає в себе Париж та територію уздовж берегів Сени, що становить близько 365 гектарів.
|                                                                                            | Від Лувру до Ейфелевої вежі, від площі Згоди до Великого і Петітского палацу, еволюцію Парижа і його історію можна побачити з річки Сени. Собор Нотр-Дам і Сент-Шапель - архітектурні шедеври, а широкі площі та бульвари Османса вплинуло на міське планування кінця 19-го і 20-го століття у всьому світі. |
| — З напису Світової спадщини для Парижу, "Береги Сени":, http://whc.unesco.org/en/list/600 | |

## Історія
Береги Сени всіяні шедеврами. Тут і Собор Паризької Богоматері, і церква Сент-Шапель, Лувр, Інститут Франції, Дім інвалідів, площа Згоди, Військова школа, Монетний двір, Великий палац, Ейфелева вежа а також Палац Шайо. Деякі з цих будівель, як-от Собор Паризької Богоматері та церква Сент-Шапель, вважалися еталонами в період популярності готичного стилю, а площа Згоди та вид на Дім інвалідів справили значний вплив на розвиток європейських столиць. У кварталі Маре та на Острові Сен-Луї можна побачити чіткі архітектурні ансамблі з важливими прикладами паризької забудови XVII—XVIII ст.: Отель Лозун і Отель Лямбер на Острові Сен-Луї, набережна Мараке та набережна Вольтер.
Лувр, Ейфелева вежа, площа Згоди, Великий і Малий палаци — еволюцію та історію Парижа можна спостерігати з річки Сени. Собор Паризької Богоматері та церква Сент-Шапель вважаються архітектурними шедеврами, а широкі площі та бульвари Османа справили великий вплив на планування міст у всьому світі наприкінці XIX—XX ст.
Париж — річкове місто. Ще з перших доісторичних поселень племені паризіїв Сена відігравала оборонну та економічну роль. Історична частина міста, яка була збудована між XVI і XX ст. (а особливо в XVII ст.), є втіленням еволюції відносин між річкою та людьми: від оборони до торгівлі, прогулянок і далі.
Вибір району між мостами Пон-де-Сюллі та Пон-Д'Лена ґрунтується на віковій відмінності між лівобережним і правобережним Парижем. Лівий берег Парижу, що простягається за Арсеналом, — це місто портів і річкового транспорту. Правобережний Париж — це королівське й аристократичне місто з обмеженою комерційною діяльністю. Саме цю частину, де в будівлях і чинному законодавстві чітко проглядається могутність держави, обрано для включення до Списку Світової спадщини.
Після приєднання двох островів: Сіте та Сен-Луї, будівництва північно-південних магістралей, появи споруд уздовж берегів, причалів і каналів береги та річка поступово підкорилися людині. З часом міські мури (мури Філіппа-Огюста, Шарля V та Фермьє Женеро зникли, проте їх сліди можна побачити у відмінності розмірів будівель і відстаней між ними: тісна забудова у кварталі Маре та на Острові Сен-Луї, вільніша — за Лувром, де знаходиться багато основних класичних будівель, споруджених уздовж трьох перпендикулярних осей: Бурбонський палац — площа Згоди — церква Сен-Мадлен, Дім інвалідів — Великий і Малий палаци, Марсове поле — Військова школа — Палац Шайо. Цей ансамбль має вважатися окремим географічним та історичним об'єктом, оскільки сьогодні він є важливим прикладом міської прибережної архітектури, у якій гармонійно поєднуються нашарування історії.
Урбанізм Османа, що є характерною особливістю західної частини міста, став поштовхом до будівництва великих міст Нового Світу, зокрема в Латинській Америці. Ейфелева вежа та Палац Шайо є живими свідченнями всесвітніх виставок, які мали велике значення в XIX та XX століттях.
Париж на берегах Сени тягнеться від Сен-Шапель і Нотр-Дам на сході до Ейфелевої вежі на заході. Уздовж цього кілометрового маршруту можна знайти багато з основних скарбів французької столиці.

## Культурні пам'ятки Берегів Сени
Береги Сени наповнені кількома шедеврами для туристів в Париж. Фактично, культурна та історична цінність структур і пам'ятників в Парижі, Береги Сени складають об'єкт світової спадщини. Нижче наведені деякі з найвідоміших визначних пам'яток.

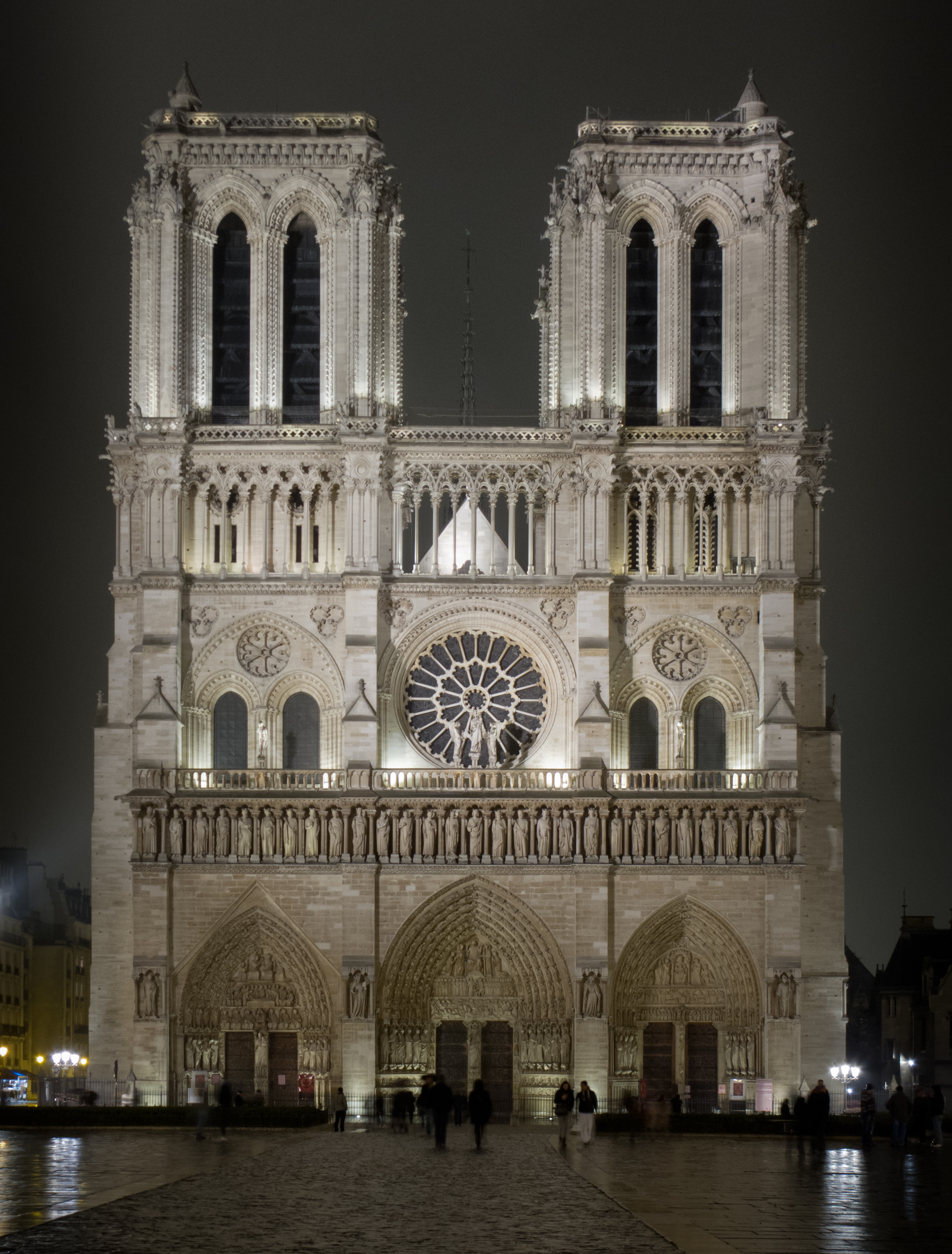
Нотр-Дам де Парі

### Собор Паризької Богоматері
Собо́р Пари́зької Богома́тері (Нотр-Дам де Парі) (фр. Notre Dame de Paris) — собор у Парижі (Франція), присвячений Діві Марії, матері Ісуса Христа, кафедральний храм Паризької архідієцезії. Один з найпрекрасніших витворів готичного мистецтва. Стоїть на острові Сіте, на місці першої християнської церкви Парижа, базиліки Святого Стефана. Ця церква була побудована на місці галло-римського храму Юпітера, що стояв тут за часів римської влади. Собор є п'ятинефною базилікою. Висота будівлі становить 35 м, довжина — 130 м, ширина — 48 м. Висота дзвіниць — 69 м, вага дзвона Емануель у східній вежі — 15 тонн.
У соборі вбачається подвійність стилістичних впливів: з одного боку, присутні відгомони романського стилю Нормандії, з властивим йому могутньою і щільною єдністю, а з другого, використання новаторських архітектурних досягнень готичного стилю, який додає будівлі легкості й створює враження простоти вертикальної конструкції і вагової опори будови (будучи каркасом опори будови, його видно лише ззовні).

### Сент-Шапель
Свята капела (Сент-Шапель) (фр. Sainte Chapelle) — каплиця — релікварій. Знаходиться на території колишнього Королівського палацу (Консьєржері) на острові Сіте в Парижі. Споруджена в готичному стилі. Має невеликі розміри: довжина 35 м, ширина 11 м. Вважається однією з найкрасивіших готичних церков невеликих розмірів. Третій за відвідуваністю монумент Парижа.

### Лувр

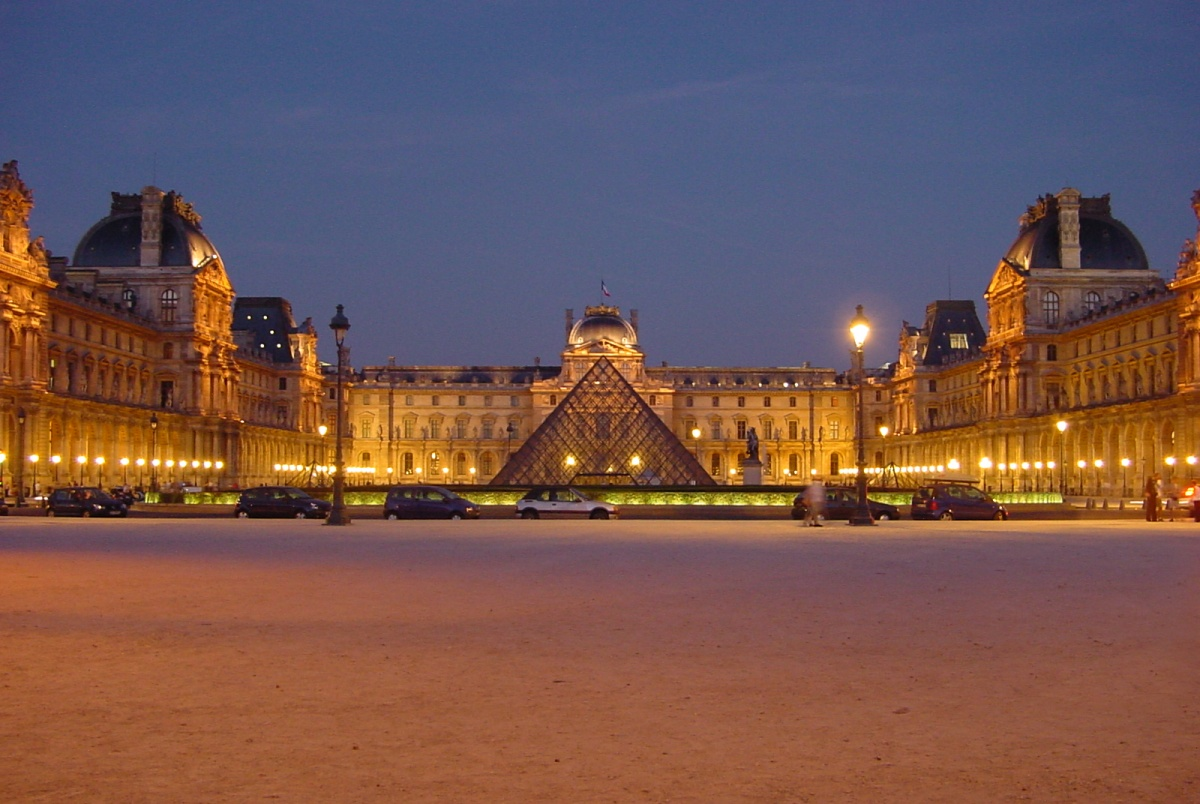
Лувр

Лувр (фр. Musée du Louvre) — один з найбільших музеїв світу, розташований на правому березі Сени в першому окрузі Парижа. Первісні назви — Національний музей, Наполеонівський музей. Після усунення Наполеона І від влади і остаточно від політики та відновлення монархії у Франції — Королівський музей.
Музей Лувр демонструє 35 000 експонатів, від найдавніших часів до XIX століття на площі понад 60 000 м².
Музей розташований у палаці Лувру, який був побудований як фортеця наприкінці XII століття при Філіпі II. Будівля розширювалась багато разів, сформувавши сучасний палац Лувр. У 1682 році Людовик XIV вибрав Версальський палац як свою резиденцію, а Лувр перетворився в місце зберігання королівської колекції, зокрема, з 1692 року, колекції античної скульптури. Під час Французької революції, Національна Асамблея постановила, що Лувр повинен використовуватися як музей, демонструючи культурні шедеври країни.
Починаючи з 2008 року, експонати музею розділені на 9 колекцій: Стародавній Схід, Стародавній Єгипет, Стародавня Греція, Етрурія та Рим, Мистецтво ісламу, Скульптури, Предмети мистецтва, Образотворче мистецтво, Графічне мистецтво. Лувр — найбільш відвідуваний художній музей у світі, в 2009 році його відвідали 8,5 млн людей

### Інститут Франції
Інститут Франції (фр. Institut de France) — французька академічна установа, до складу якої входять п'ять академій: Французька академія, Академія надписів та красного письменства, Академія наук, Академія моральних і політичних наук та Академія образотворчого мистецтва.

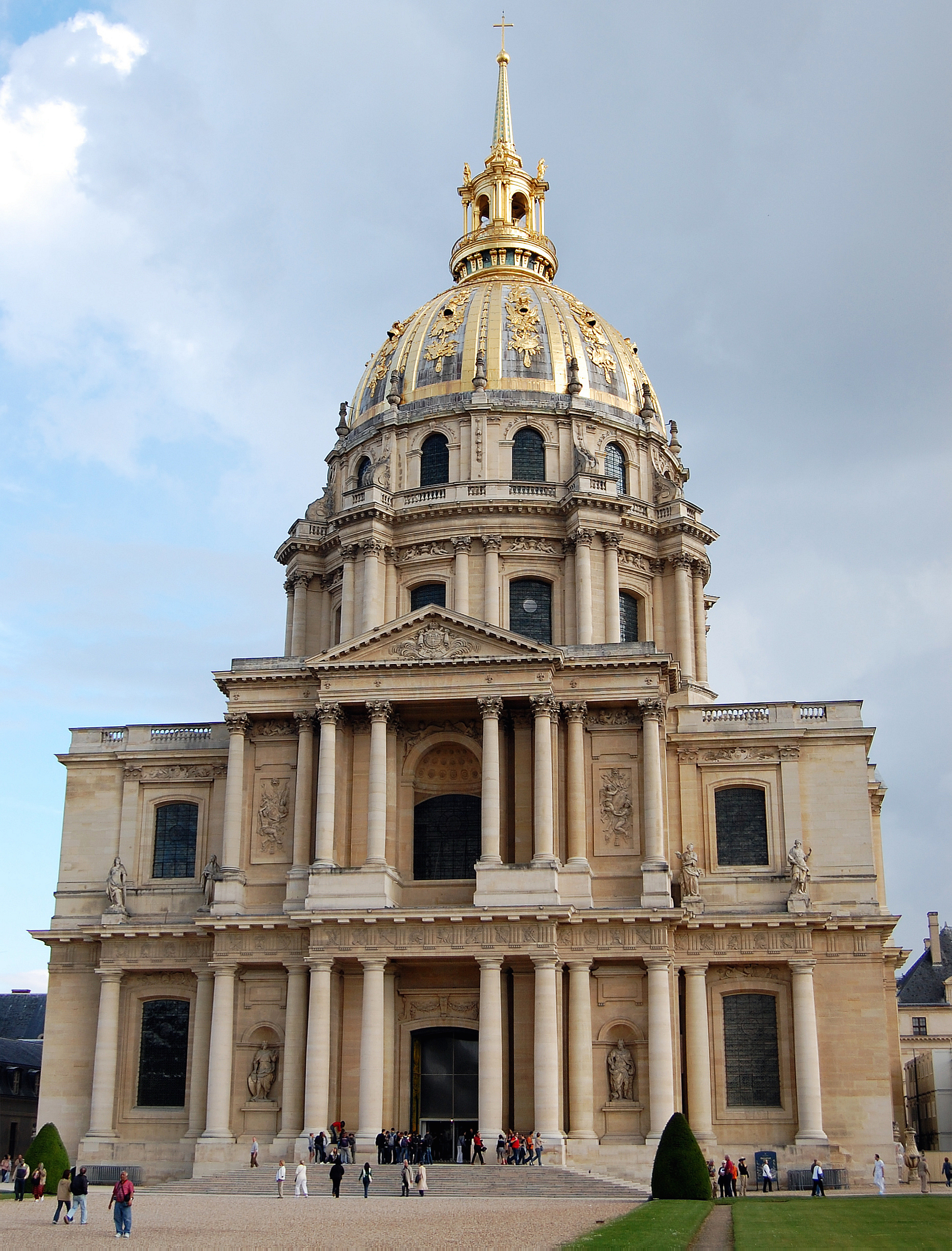
Будинок Інвалідів

Інститут Франції було засновано 25 жовтня 1795 року. Його штаб-квартира — будівля з назвою Інститут Франції за адресою Набережна Конті 23.
Повноваження президента Інституту тривають один рік. Цю посаду почергово обіймають президенти академій-членів (у випадку Французької академії — постійний секретар).

### Дім інвалідів
Будинок Інвалідів (фр. Les Invalides) в Парижі — комплекс будівель та споруд, що включає в себе музеї, монументи, є пам'яткою військової історії Франції. Найважливіші будівлі — Будинок Інвалідів, Собор та церква Святого Людовика.

### Площа Згоди
Площа Згоди (фр. Place de la Concorde) — центральна площа столиці Франції міста Парижа, пам'ятка містобудування доби класицизму.
Площа Згоди є другою за величиною у Франції (після площі des Quinconces у Бордо).

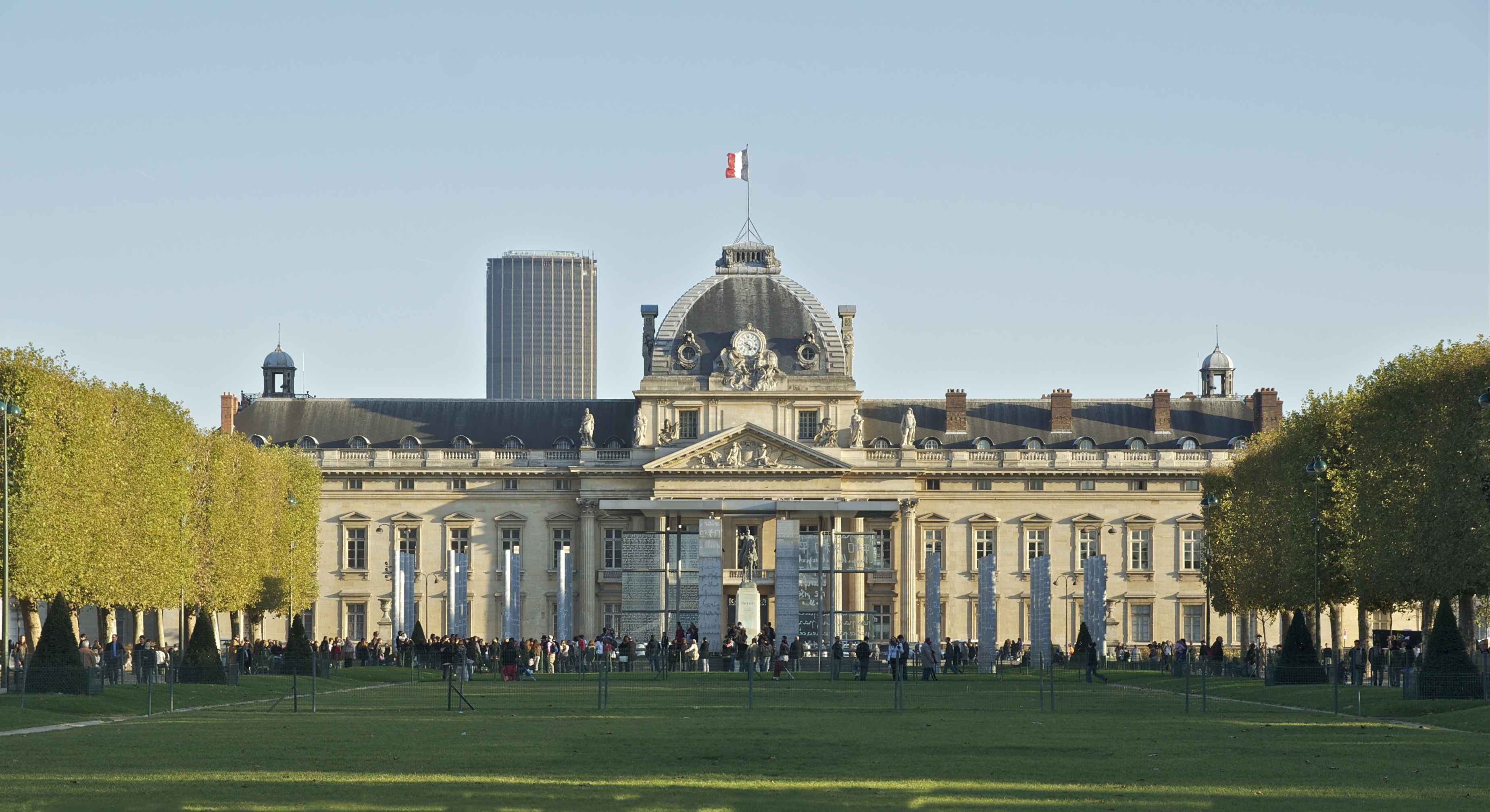
Військова школа

### Військова школа
Військова школа — великий комплекс будівель різних військових установ Франції, розташований в 7-му окрузі Парижа, в південно-східній частині Марсового поля.
Школу було засновано у 1748 році, після закінчення війни за австрійську спадщину. Ця війна була нелегкою для Франції, зокрема через непідготовленість королівських полків. Тому Моріц Саксонський, який воював на стороні французької армії, пропонує королю Людовику XV заснувати школу королівської армії. Доклавши значних зусиль, він отримує підтримку від Мадам де Помпадур, коханки і радника короля, і фінансиста Жозефа Парі Дюверне, яким вдається переконати короля заснувати заклад для військової освіти вихідців з бідних дворянських сімей.

### Монетний двір

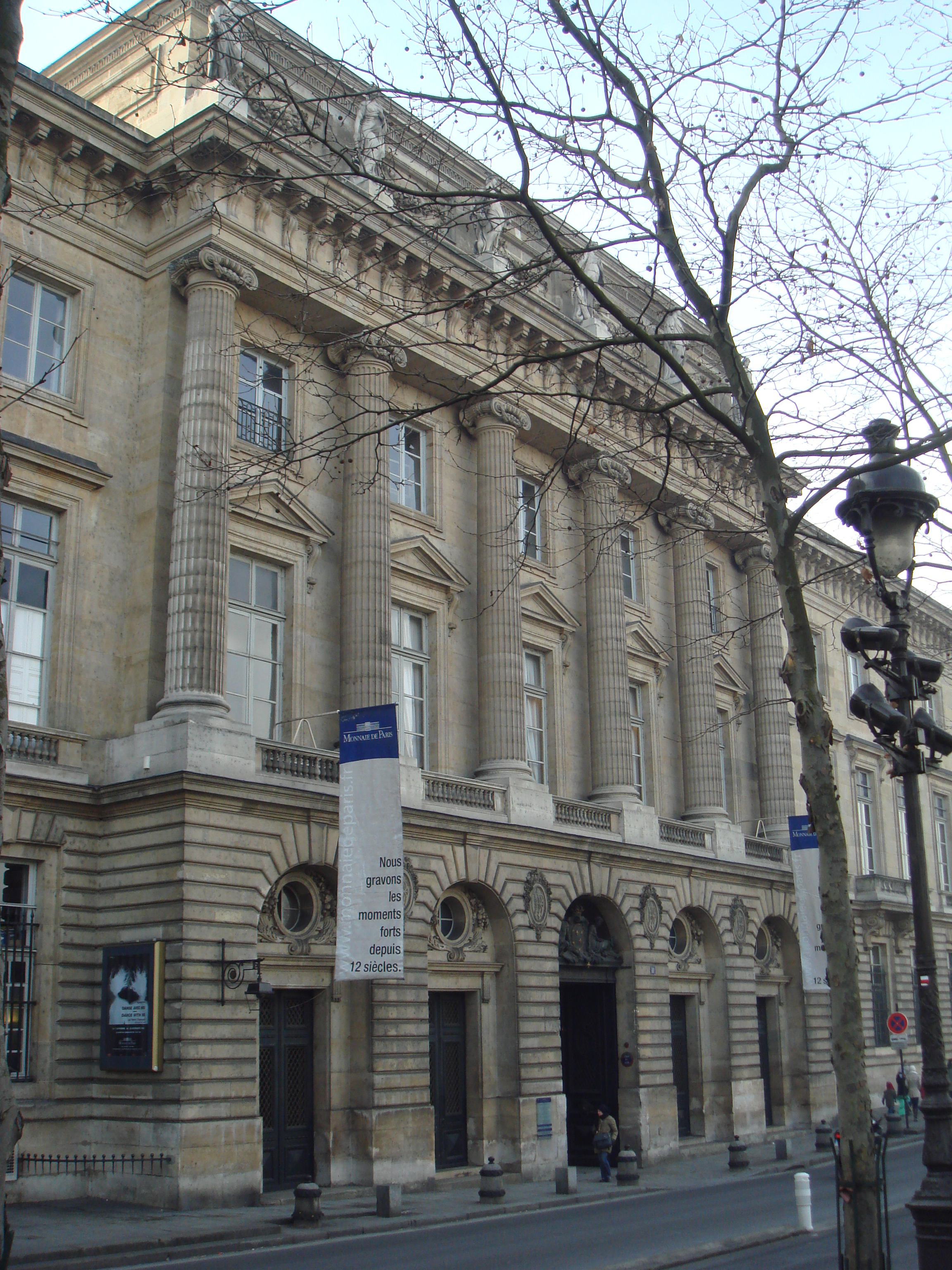
Паризький монетний двір

Паризький монетний двір (фр. Monnaie de Paris) — державне промислове та комерційне підприємство, створене для виробництва французької національної валюти. Паризький монетний двір засновано 864 року, таким чином це найстаріша державна установа Франції.
До 2007 року монетний двір був підпорядкований Міністерству економіки, фінансів і промисловості. Паризький монетний двір набув самостійності та обержав статус юридичної особи на підставі закону № 2006—1666. Головний вхід до будівлі монетного двору на набережній Конті у 6-му окрузі Парижа, у якому розташований музей Паризького монетного двору та сам Паризький монетний двір. На Паризькому монетному дворі нині працюють близько 500 співробітників, які задіяні у двох будівлях: Отель де ла Монне (55 % співробітників) та підприємство, що розташоване в департаменті Жиронда (45 % співробітників).
Правила роботи Паризького монетного двору викладено в статті L. 121-3 Валютно-фінансового кодексу. Від імені держави він наділений повноваженнями на випуск грошових знаків Франції.
Він також займається комерційною діяльністю в різних секторах:
- Виробництво і продаж пам'ятних монет, медалей та відзнак;
- Виробництво художніх та ювелірних виробів під торговою маркою Паризького монетного двору;
- Управління музеєм Монетного двору Парижа та обслуговування монетного двору (спеціальний випуск медалей та інші послуги);
- Боротьба з контрафактною продукцією та виготовлення брендів монетного двору з гарантією.

У департаменті Жиронда розташований Національний центр перевірки справжності банкнот євро (CNAC) (Європейський технічний і науковий центр), який також аналізує і класифікує частину підроблених євро з усієї Єврзони. Цей центр є частиною європейської програми з боротьби з шахрайством та технічної координації держав-членів у боротьбі з фальшуванням валюти.

### Великий палац

Е́йфелева ве́жа

Великий палац (фр. Grand Palais) — велична архітектурна споруда в стилі Боз-ар, ліворуч від Єлисейських Полів в восьмому окрузі Парижа. Визначний культурний і виставковий центр.
«Великий Палац мистецтв» було споруджено в Парижі в 1897 році, для Всесвітньої виставки, що проходила з 15 квітня до 12 листопада 1900 року, на місці розібраного Палацу індустрії. «Будівля присвячена Республікою славі французького мистецтва», що можна прочитати на одному з його фронтонів, спочатку призначалася для проведення офіційних культурних заходів столиці.
У 1925 році Великий палац був одним із місць проведення Міжнародної виставки сучасних декоративних і промислових мистецтв.

### Ейфелева вежа
Е́йфелева ве́жа (фр. la Tour Eiffel) — архітектурна пам'ятка Парижа, розміщена на Марсовому полі, символ сучасної Франції. Вежу названо на честь її конструктора Гюстава Ейфеля. Сам Ейфель називав її «300-метровою вежею» (фр. tour de 300 mètres), інша, народна назва — «Залізна леді» (фр. La dame de fer). Популярний туристичний об'єкт, щорічно приймає понад 6 мільйонів відвідувачів. У 2007 році на вежі побувало 6 893 000 осіб, що на 78 000 відвідувачів більше ніж у 2006 році, а за її історію з 1889 до 31 грудня 2007 року — 236 445 812 осіб. Вежа стала найвідвідуванішою  і найфотографованішою туристичною пам'яткою світу.
Була зведена як тимчасова споруда в ознаменування сторіччя з дня початку Французької революції та до відкриття паризької Всесвітньої виставки 1889 року, що розташовувалась в палаці Трокадеро з 6 травня до 31 жовтня та символізувала багатство і незалежність Франції. Вежу збирались розібрати через деякий час після завершення виставки, але завдяки уже встановленим там радіоантенам, це рішення було скасоване.

### Палац Шайо

Палац Шайо (фр. Palais de Chaillot) — палац, розташований в Парижі. Побудований за проектом Л. Буало, Ж. Карло і Л. Азема до Всесвітньої виставки 1937 року на місці, де раніше стояв палац Трокадеро (фр. Palais du Trocadéro). У палаці Шайо розмістилися кілька музеїв: Музей людини, Морський музей, Музей архітектури.

## Причини виникнення
1. ↑  * Назва в офіційному англомовному списку